# 태풍 앗사니 (2015년)
태풍 앗사니(ATSANI)는 2015년 제16호 태풍이다. 5등급의 슈퍼 태풍(SSHS)이다. 앗사니는 태국에서 제출한 이름으로 번개를 의미한다.

## 태풍의 진행

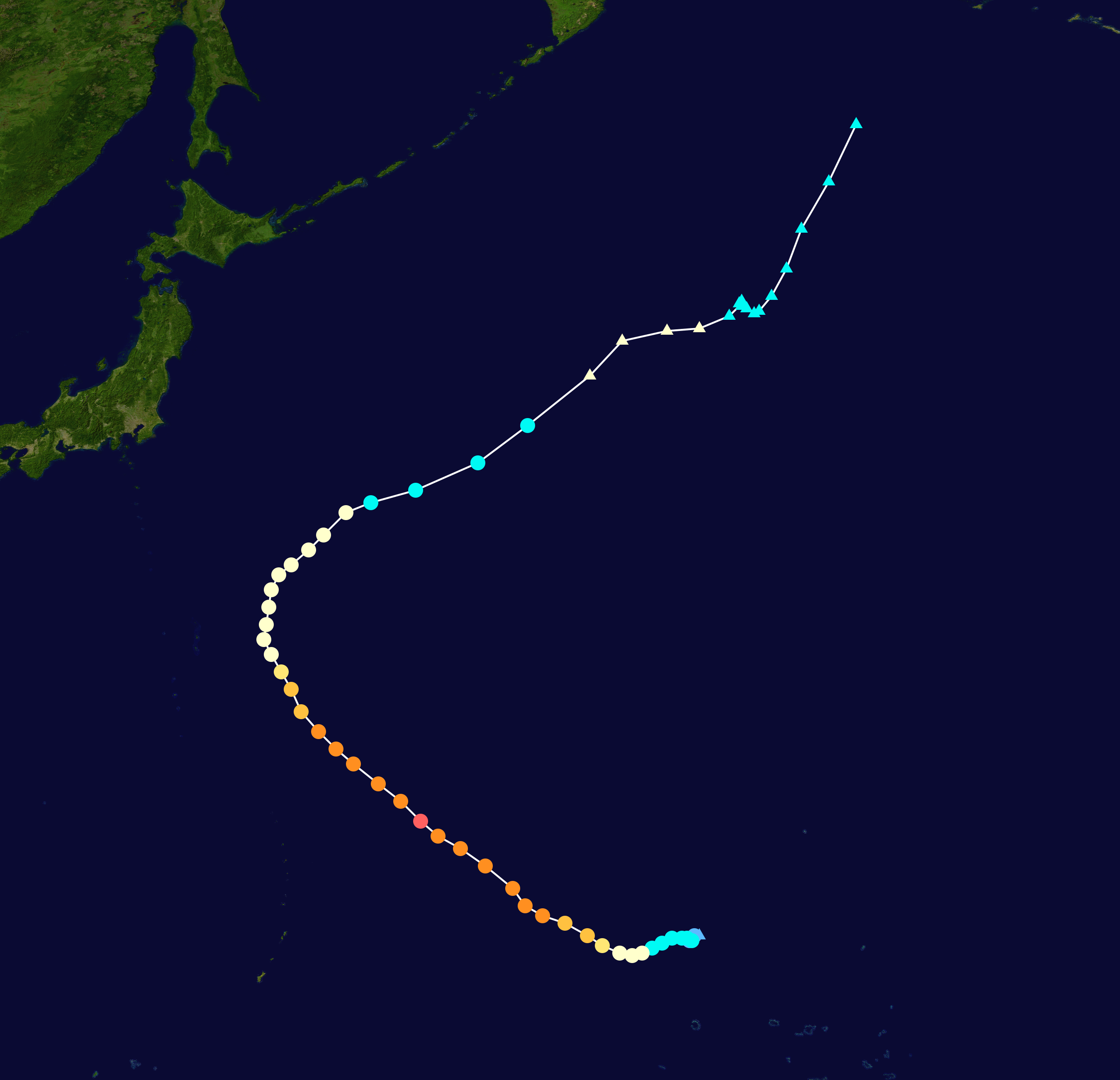
태풍 앗사니의 경로

8월 15일 오전 3시에 중심기압 1000hPa, 최대풍속 18m/s, 강풍 반경 150km, 크기 '소형'의 열대폭풍으로 미국 괌 동쪽 약 1,810km 부근 해상에서 발생하였다.(일본 기상청 태풍정보 기준) 발생 이후 서~서북서진하며 발달해서 8월 19일 오후 9시에 미국 괌 북동쪽 약 980km 부근 해상에서 중심기압 925hPa, 최대풍속 51m/s, 강풍 반경 560km의 세력 '매우 강', 크기 '대형'(일본 기상청 태풍정보 속보치 기준)의 태풍으로 최성기를 맞이하였다. 최성기 이후 북위 27도선에서 북동진으로 전향한 뒤 온대저기압화가 진행되며 서서히 약화되었고, 일본 기상청 기준으로는 8월 25일 오후 6시에 일본 삿포로 남동쪽 약 1,470km 부근 해상에서 중심기압 964hPa의 온대저기압으로 변질되었다. 한국 기상청 기준으로는 8월 25일 오후 9시에 일본 삿포로 동남동쪽 약 1,550km 부근 해상에서 중심기압 985hPa의 온대저기압으로 변질되었다.
| 태풍의 시간별 정보 | 태풍의 시간별 정보 | 태풍의 시간별 정보 | 태풍의 시간별 정보 | 태풍의 시간별 정보 |
| 날짜 및 시간 (KST) | 날짜 및 시간 (KST) | 위도 (°N)          | 위도 (°N)          | 기압 (hPa)         |
| ------------------ | ------------------ | ------------------ | ------------------ | ------------------ |
| 8월 14일           | 09시               | 14.8               | 163.5              | 1004               |
| 8월 14일           | 15시               | 15.0               | 163.0              | 1004               |
| 8월 14일           | 21시               | 15.0               | 162.6              | 1004               |
| 8월 15일           | 03시               | 14.8               | 162.4              | 1002               |
| 8월 15일           | 09시               | 14.7               | 162.2              | 1002               |
| 8월 15일           | 15시               | 14.8               | 162.0              | 1000               |
| 8월 15일           | 21시               | 14.9               | 161.8              | 998                |
| 8월 16일           | 03시               | 14.8               | 161.3              | 994                |
| 8월 16일           | 09시               | 14.4               | 160.9              | 990                |
| 8월 16일           | 15시               | 14.5               | 160.4              | 985                |
| 8월 16일           | 21시               | 14.4               | 160.0              | 980                |
| 8월 17일           | 03시               | 14.3               | 159.6              | 975                |
| 8월 17일           | 09시               | 14.5               | 159.1              | 970                |
| 8월 17일           | 15시               | 14.7               | 158.5              | 960                |
| 8월 17일           | 21시               | 15.1               | 158.0              | 950                |
| 8월 18일           | 03시               | 15.7               | 157.0              | 940                |
| 8월 18일           | 09시               | 15.9               | 156.2              | 935                |
| 8월 18일           | 15시               | 16.3               | 155.5              | 935                |
| 8월 18일           | 21시               | 17.0               | 154.9              | 930                |
| 8월 19일           | 03시               | 17.9               | 153.8              | 930                |
| 8월 19일           | 09시               | 18.7               | 152.9              | 925                |
| 8월 19일           | 15시               | 19.1               | 151.9              | 925                |
| 8월 19일           | 21시               | 19.7               | 151.3              | 925                |
| 8월 20일           | 03시               | 20.4               | 150.4              | 925                |
| 8월 20일           | 09시               | 21.2               | 149.5              | 925                |
| 8월 20일           | 15시               | 22.0               | 148.6              | 930                |
| 8월 20일           | 21시               | 22.6               | 147.8              | 930                |
| 8월 21일           | 03시               | 23.3               | 147.1              | 935                |
| 8월 21일           | 09시               | 24.1               | 146.5              | 940                |
| 8월 21일           | 15시               | 25.0               | 146.0              | 945                |
| 8월 21일           | 21시               | 25.5               | 145.5              | 945                |
| 8월 22일           | 03시               | 26.4               | 145.1              | 950                |
| 8월 22일           | 09시               | 27.0               | 144.9              | 950                |
| 8월 22일           | 15시               | 27.6               | 145.0              | 950                |
| 8월 22일           | 21시               | 28.2               | 145.1              | 950                |
| 8월 23일           | 03시               | 29.0               | 145.3              | 950                |
| 8월 23일           | 09시               | 29.5               | 145.5              | 950                |
| 8월 23일           | 15시               | 30.0               | 146.1              | 950                |
| 8월 23일           | 21시               | 30.6               | 146.7              | 955                |
| 8월 24일           | 03시               | 31.3               | 147.4              | 955                |
| 8월 24일           | 09시               | 32.0               | 148.1              | 955                |
| 8월 24일           | 15시               | 32.6               | 149.2              | 960                |
| 8월 24일           | 21시               | 32.9               | 150.8              | 965                |
| 8월 25일           | 03시               | 33.9               | 152.9              | 965                |
| 8월 25일           | 09시               | 35.6               | 155.7              | 965                |
| 8월 25일           | 15시               | 37.6               | 158.0              | 964                |
| 8월 25일           | 21시               | 39.0               | 159.3              | 958                |
| 8월 26일           | 03시               | 39.4               | 161.1              | 960                |
| 8월 26일           | 09시               | 39.5               | 162.4              | 964                |
| 8월 26일           | 15시               | 40.0               | 163.6              | 968                |
| 8월 26일           | 21시               | 40.5               | 164.1              | 970                |
| 8월 27일           | 03시               | 40.6               | 164.1              | 972                |
| 8월 27일           | 09시               | 40.5               | 164.0              | 976                |
| 8월 27일           | 15시               | 40.4               | 164.1              | 978                |
| 8월 27일           | 21시               | 40.3               | 164.3              | 980                |
| 8월 28일           | 03시               | 40.1               | 164.6              | 980                |
| 8월 28일           | 09시               | 40.2               | 164.8              | 984                |
| 8월 28일           | 15시               | 40.8               | 165.3              | 988                |
| 8월 28일           | 21시               | 41.9               | 165.9              | 990                |
| 8월 29일           | 03시               | 43.5               | 166.5              | 992                |
| 8월 29일           | 09시               | 45.4               | 167.6              | 996                |
| 8월 29일           | 15시               | 47.7               | 168.7              | 996                |

## 같이 보기
- 2015년 태풍